# Yuito Suzuki
Yuito Suzuki (鈴木 唯人, Suzuki Yuito), né le 25 octobre 2001, est un footballeur japonais qui évolue au poste de Milieu offensif ou Attaquant au SC Fribourg.

## Biographie
Suzuki commence sa carrière professionnelle en 2020 avec le club du Shimizu S-Pulse, club de J1 League.

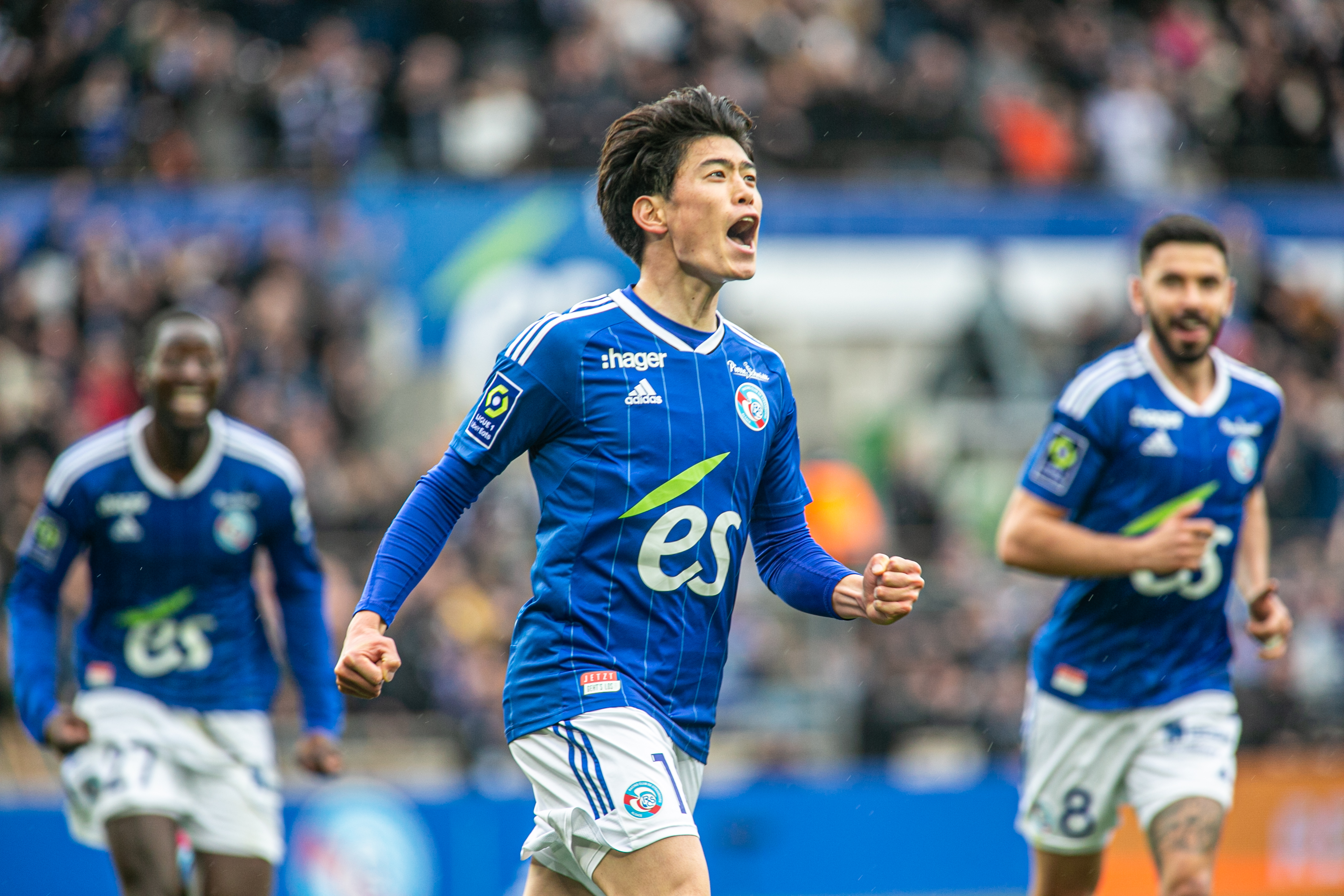
Yuito Suzuki célébrant son premier but avec Strasbourg lors de la victoire 3-1 contre l'AC Ajaccio durant la saison 2022-2023.

Il est prêté avec option d’achat en janvier 2023 au Racing Club de Strasbourg, club de Ligue 1, avec lequel il marque son premier but le 16 avril 2023 contre Ajaccio, lors de sa première apparition sur le banc du club strasbourgeois.

## Statistiques

### En club
| Saison                | Club                  | Championnat           | Championnat | Championnat | Championnat | Coupe nationale | Coupe nationale | Coupe nationale | Coupe de la Ligue | Coupe de la Ligue | Coupe de la Ligue | Compétition(s) continentale(s) | Compétition(s) continentale(s) | Compétition(s) continentale(s) | Compétition(s) continentale(s) | Total | Total | Total |
| Saison                | Club                  | Division              | M.          | B.          | P.d.        | M.              | B.              | P.d.            | M.                | B.                | P.d.              | Comp.                          | M.                             | B.                             | P.d.                           | M.    | B.    | P.d.  |
| 2020                  | Shimizu S-Pulse       | J1 League             | 30          | 0           | 2           | -               | -               | -               | 2                 | 0                 | 0                 | -                              | -                              | -                              | -                              | 32    | 0     | 2     |
| 2021                  | Shimizu S-Pulse       | J1 League             | 33          | 2           | 0           | 1               | 0               | 0               | 3                 | 1                 | 0                 | -                              | -                              | -                              | -                              | 37    | 3     | 0     |
| 2022                  | Shimizu S-Pulse       | J1 League             | 20          | 3           | 2           | -               | -               | -               | 4                 | 0                 | 0                 | -                              | -                              | -                              | -                              | 24    | 3     | 2     |
| 2023                  | Shimizu S-Pulse       | J2 League             | 3           | 1           | 1           | -               | -               | -               | -                 | -                 | -                 | -                              | -                              | -                              | -                              | 3     | 1     | 1     |
| Sous-total            | Sous-total            | Sous-total            | 86          | 6           | 5           | 1               | 0               | 0               | 9                 | 1                 | 0                 | -                              | -                              | -                              | -                              | 96    | 7     | 5     |
| 2022-2023             | RC Strasbourg (prêt)  | Ligue 1               | 3           | 1           | 0           | -               | -               | -               | -                 | -                 | -                 | -                              | -                              | -                              | -                              | 3     | 1     | 0     |
| 2023-2024             | Brøndby IF            | Superliga             | 26          | 9           | 8           | 4               | 2               | 1               | -                 | -                 | -                 | -                              | -                              | -                              | -                              | 30    | 11    | 9     |
| 2024-2025             | Brøndby IF            | Superliga             | 32          | 12          | 4           | 5               | 0               | 1               | -                 | -                 | -                 | C4                             | 3                              | 1                              | 0                              | 40    | 13    | 5     |
| Sous-total            | Sous-total            | Sous-total            | 58          | 21          | 12          | 9               | 2               | 0               | 0                 | 1                 | 0                 | -                              | 3                              | 1                              | 0                              | 70    | 25    | 12    |
| 2025-2026             | SC Fribourg           | Bundesliga            | 0           | 0           | 0           | 1               | 0               | 0               | -                 | -                 | -                 | C3                             | 0                              | 0                              | 0                              | 1     | 0     | 0     |
| Total sur la carrière | Total sur la carrière | Total sur la carrière | 147         | 28          | 17          | 11              | 2               | 1               | 9                 | 1                 | 0                 | -                              | 3                              | 1                              | 0                              | 170   | 32    | 18    |

### En sélection
| Années                | Sélection             | Phases finales        | Phases finales | Phases finales | Phases finales | Éliminatoires | Éliminatoires | Éliminatoires | Éliminatoires | Amicaux | Amicaux | Amicaux | Total | Total | Total |
| Années                | Sélection             | Comp.                 | M.             | B.             | P.d.           | Comp.         | M.            | B.            | P.d.          | M.      | B.      | P.d.    | M.    | B.    | P.d.  |
| --------------------- | --------------------- | --------------------- | -------------- | -------------- | -------------- | ------------- | ------------- | ------------- | ------------- | ------- | ------- | ------- | ----- | ----- | ----- |
| 2024                  | Japon                 | Coupe d'Asie 2023     | -              | -              | -              | CdM 2026      | 1             | 0             | 0             | -       | -       | -       | 1     | 0     | 0     |
| Total sur la carrière | Total sur la carrière | Total sur la carrière | 0              | 0              | 0              | -             | 1             | 0             | 0             | 0       | 0       | 0       | 1     | 0     | 0     |

Le tableau suivant liste les rencontres de l'équipe du Japon dans lesquelles Yuito Suzuki a été sélectionné depuis le 6 juin 2024 jusqu'à présent :